# Vocal quasitancada
Una vocal quasitancada o vocal quasialta és un tipus de so de vocal usat en algunes llengües parlades. La característica definitòria d'una vocal quasitancada és que la llengua es posiciona de forma semblant a una vocal tancada, però una mica menys constreta. Les vocals quasitancades es descriuen a vegades com a variants laxes de les vocal tancades completament. Les vocals quasitancades que tenen símbols dedicats a l'Alfabet Fonètic Internacional són::
- Vocal quasitancada quasianterior no arrodonida [ɪ]
- Vocal quasitancada quasianterior arrodonida [ʏ]
- Vocal quasitancada quasiposterior without specified rounding [ʊ]

També hi ha vocals semiobertes que no tenen símbols dedicats a l'AFI:
- Vocal quasitancada anterior no arrodonida [ɪ̟], [i̞] or [e̝] (escrita comunament com [ɪ], o sigui com si fos quasianterior)
- Vocal quasitancada anterior arrodonida [ʏ̟], [y̞] o [ø̝] (escrita comunament com [ʏ], o sigui com si fos quasianterior)
- Vocal quasitancada central no arrodonida [ɪ̈], [ɨ̞] o [ɘ̝] (símbol no oficial: [ᵻ])
- Vocal quasitancada central arrodonida [ʊ̈], [ʏ̈], [ʉ̞] o [ɵ̝] (símbol no oficial: [ᵿ])
- Vocal quasitancada quasiposterior no arrodonida [ɯ̽], [ɯ̞̈], [ʊ̜] o [ɤ̝̈]
- Vocal quasitancada quasiposterior arrodonida [u̽], [ü̞], [ʊ̹] o [ö̝]
- Vocal quasitancada posterior no arrodonida [ɯ̞] o [ɤ̝]
- Vocal quasitancada posterior arrodonida [u̞] o [o̝] (escrita comunament com [ʊ], o sigui com si fos near-back)